# ハンプシャー統監
ハンプシャー統監（ハンプシャーとうかん、英語: Lord Lieutenant of Hampshire）は、イギリスの官職。統監の1つで、ハンプシャーを担当するが、1889年から1959年までの行政カウンティの名称は「カウンティ・オブ・サウサンプトン」（County of Southampton）だった。
1688年4月28日にハンプシャー統監の初代ベリック公爵ジェームズ・フィッツジェームズがハンプシャー首席治安判事に任命され、以降はハンプシャー統監が常に首席治安判事を兼任している。

## 一覧

### 清教徒革命まで
本節の出典は。
- 1551年 – ?：初代ウィンチェスター侯爵ウィリアム・ポーレット
- 1585年以前 – 1598年11月24日：第3代ウィンチェスター侯爵ウィリアム・ポーレット（英語版） - 1585年から1593年まで第4代サセックス伯爵と共同、1595年から1597年まで第8代マウントジョイ男爵と共同、1597年から1598年まで第8代マウントジョイ男爵と第2代ハンスドン男爵と共同
- 1585年7月3日 – 1593年12月14日：第4代サセックス伯爵ヘンリー・ラドクリフ（英語版） - 第3代ウィンチェスター侯爵と共同
- 1595年8月4日 – 1606年4月3日：第8代マウントジョイ男爵チャールズ・ブラント（英語版） - 1595年から1597年まで第3代ウィンチェスター侯爵と共同、1597年から1598年まで第3代ウィンチェスター侯爵と第2代ハンスドン男爵と共同。1603年、デヴォンシャー伯爵に叙爵
- 1597年10月29日 – 1603年9月8日：第2代ハンスドン男爵ジョージ・ケアリー（英語版）
- 1604年4月10日 – 1624年11月10日：第3代サウサンプトン伯爵ヘンリー・リズリー
- 1625年5月9日 – 1631年1月3日：初代コンウェイ男爵エドワード・コンウェイ（英語版） - 1627年、コンウェイ子爵に叙爵
- 1631年2月8日 – 1635年3月13日：初代ウェストン男爵リチャード・ウェストン（英語版） - 1633年、ポートランド伯爵に叙爵
- 1635年5月29日 – 1642年：第4代レノックス公爵ジェイムズ・ステュワート - 1635年から1641年まで第2代ポートランド伯爵と共同、1641年から1642年まで第2代ポートランド伯爵と第4代サウサンプトン伯爵と共同。1641年、リッチモンド公爵に叙爵
- 1635年5月29日 – 1642年：第2代ポートランド伯爵ジェローム・ウェストン（英語版） - 1635年から1641年まで第4代レノックス公爵と共同、1641年から1642年まで第4代レノックス公爵と第4代サウサンプトン伯爵と共同
- 1641年6月3日 – 1642年：第4代サウサンプトン伯爵トマス・リズリー - 第4代レノックス公爵と第2代ポートランド伯爵と共同

### 王政復古以降
本節のうち、1974年までの就任者の出典は。
- 1660年9月24日 – 1667年5月16日：第4代サウサンプトン伯爵トマス・リズリー
- 1667年12月20日 – 1675年：シンジョン卿チャールズ・ポーレット（英語版）
- 1676年3月20日 – 1687年12月24日：エドワード・ノエル閣下（英語版） - 1684年から1687年までキャンプデン子爵と共同。1681年にノエル男爵に叙爵、1682年にキャンプデン子爵を継承、1682年にゲインズバラ伯爵に叙爵
- 1684年4月9日 – 1687年12月24日：キャンプデン子爵リズリー・ノエル（英語版） - 初代ゲインズバラ伯爵と共同
- 1687年12月24日 – 1689年4月4日：初代ベリック公爵ジェームズ・フィッツジェームズ
- 1689年4月4日 – 1699年2月27日：初代ボルトン公爵チャールズ・ポーレット（英語版）
- 1699年6月11日 – 1710年9月15日：第2代ボルトン公爵チャールズ・ポーレット
- 1710年9月15日 – 1714年5月24日：第2代ボーフォート公爵ヘンリー・サマセット
- 1714年8月5日 – 1722年1月21日：第2代ボルトン公爵チャールズ・ポーレット
- 1722年2月8日 – 1733年9月3日：第3代ボルトン公爵チャールズ・ポーレット
- 1733年9月3日 – 1742年7月19日：初代リミントン子爵ジョン・ウォロップ
- 1742年7月19日 – 1754年8月26日：第3代ボルトン公爵チャールズ・ポーレット
- 1754年11月13日 – 1758年10月25日：第4代ボルトン公爵ハリー・ポーレット
- 1758年10月25日 – 1763年6月15日：ウィンチェスター侯爵チャールズ・ポーレット - 1759年、ボルトン公爵を継承
- 1763年6月15日 – 1764年8月20日：カーナーヴォン侯爵ジェイムズ・ブリッジス
- 1764年8月20日 – 1771年2月6日：初代ノーティントン伯爵ロバート・ヘンリー
- 1771年2月6日 – 1780年5月10日：第3代シャンドス公爵ジェイムズ・ブリッジス
- 1780年5月10日 – 1782年4月15日：初代リヴァーズ男爵ジョージ・ピット（英語版）
- 1782年4月15日 – 1793年4月5日：第6代ボルトン公爵ハリー・ポーレット（英語版）
- 1793年 – 1798年：委員会制
  - ジョージ・ポーレット（英語版） - 1794年、ウィンチェスター侯爵を継承
  - 第3代準男爵サー・ウィリアム・ヒースコート
  - ウィリアム・ジョン・チュート（William John Chute）
- 1798年3月3日 – 1800年3月1日：ウィルトシャー伯爵チャールズ・ポーレット（英語版）
- 1800年3月1日 – 1807年7月30日：初代ボルトン男爵トマス・オード＝ポーレット（英語版）
- 1807年8月22日 – 1820年11月21日：初代マームズベリー伯爵ジェームズ・ハリス
- 1820年12月27日 – 1852年9月1日：初代ウェリントン公爵アーサー・ウェルズリー
- 1852年10月27日 – 1887年7月4日：第14代ウィンチェスター侯爵ジョン・ポーレット（英語版）
- 1887年8月6日 – 1890年6月29日：第4代カーナーヴォン伯爵ヘンリー・ハーバート
- 1890年11月7日 – 1904年11月15日：初代ノースブルック伯爵トーマス・ベアリング
- 1904年12月21日 – 1918年1月24日：第16代ウィンチェスター侯爵ヘンリー・ポーレット（英語版）
- 1918年1月24日 – 1947年11月7日：ジョン・エドワード・バーナード・シリー（英語版） - 1933年、モティストーン男爵に叙爵
- 1947年12月12日 – 1949年5月6日：初代ポータル子爵ウィンダム・ポータル（英語版）[4]
- 1949年9月9日 – 1960年9月19日：第7代ウェリントン公爵ジェラルド・ウェルズリー（英語版）
- 1960年9月19日 – 1973年：第6代アシュバートン男爵アレクサンダー・ベアリング[5]
- 1973年4月16日 – 1982年：第6代マームズベリー伯爵ウィリアム・ハリス（英語版）[6]
- 1982年12月17日 – 1993年11月2日：第2代準男爵サー・ジェームズ・ウォルター・スコット[7]
- 1994年3月28日 – 2014年9月11日：メアリー・ファガン（英語版）[8]
- 2014年9月11日 – 現職：ナイジェル・アトキンソン（Nigel Atkinson）[9]